# Конвой Палау — Рабаул (10.11.43 — 18.11.43)
Конвой Палау — Рабаул (10.11.43 — 18.11.43) — японський конвой часів Другої світової війни, проведення якого відбувалось у листопаді 1943 року.
Конвой сформували у важливому транспортному хабі Палау (на заході Каролінських островів), а місцем його призначення був Рабаул — головна передова база в архіпелазі Бісмарка, з якої провадились операції на Соломонових островах та сході Нової Гвінеї.
До складу конвою увійшли транспорти «Кокай-Мару», «Чосен-Мару», «Сьохо-Мару» та «Вельс-Мару» (Wales Maru). Ескорт складався з допоміжних мисливців за підводними човнами CHa-3 та CHa-10.
10 листопада 1943 року судна вийшли з Палау та попрямували на південний схід, а 18 листопада прибули до Рабаула. Хоча в цей період на комунікаціях архіпелагу Бісмарка вже активно діяли не лише підводні човни, а й авіація, проходження конвою відбулося без інцидентів.